# معركة ثاج
وقعة ثاج (1799) هي معركة حدثت بين قوات الدولة السعودية الأولى وقوات علي باشا الكهية في ثاج وانتهت باتفاقية سلام.

## المعركة
عندما علم سعود الكبير بانسحاب القوات العثمانية الى العراق قرر أن يتعقبها، فسبقها ونزل في ثاج وبهذا قد يكون قد قطع الطريق على القوات العثمانية، وبعد ذلك ظن سعود أن القوات العثمانية رحلت عن ذلك الماء، ومن ثم زحفت القوات العثمانية من الخلف نحو سعود، وعندما وصلت قوات علي باشا اشتبك الطرفين في معركة قوية استمرت أياما، وانتهت بعقد اتفاق سلام بعد ان أيقن السعوديون أن لا نصر لهم بمواصلة المعركة، اكتشاف علي الكهية ان حملته لن تنجح بسبب افتقاره للعتاد اللازم. وهذا حسب رواية رسول حاوي الكركوكلي للحدث.
اما من رواية المؤرخ ابن بشر، كانت الهدنة من قبل علي باشا بسبب ضعف موقفه وخوفه هو وجنوده من الهزيمة.
ولولا المدافع العثمانية القوية لانتصر سعود.[بحاجة لمصدر]

## بعد المعركة
كانت مطالب علي باشا تتمثل في إخلاء الأحساء وحسن معاملة الحجاج العراقيين وإرجاع المدافع التي استولى عليها السعوديون وتسديد غرامة، فرفض سعود المتصل سراً بعشائر الجيش العراقي، هذه الشروط المجحفة ، وقد وافق سعود على اخلاء الاحساء وقال انها قرية خارج حكم الترك ولا تساوي التعب.وعادت القوات السعودية، وعادت القوات العراقية الى البصرة موفورة ووصلت الى بغداد في تموز 1799.